# Rue du Docteur-Schmitt
La rue du Docteur-Schmitt est une voie de la commune de Nancy, dans le département de Meurthe-et-Moselle, en région Lorraine.

## Situation et accès
La rue du Docteur-Schmitt est placée au sein de la Ville-neuve, à proximité immédiate de la Cathédrale, et appartient administrativement au quartier Charles III - Centre Ville.
Débutant dans sa partie orientale à l'angle de la rue Saint-Nicolas, la rue du Docteur-Schmitt adopte une direction générale nord-est - sud-ouest. La voie aboutit au sud-ouest perpendiculairement à la Rue Saint-Dizier, sans croiser d'autre voie.
La rue du Docteur-Schmitt est desservie par la ligne 1 du tramway, via la station « Point-Central », à 200 mètres au nord de la voie.

## Origine du nom
Elle est nommée d'après Camille Schmitt, maire de la cité ducale de 1933 à 1944.

## Historique
La voie, créée à la fin des années 1950 afin de faciliter la circulation dans le centre-ville de Nancy.